# Esodo ebraico dai paesi arabi
Con esodo ebraico dai Paesi arabi ci si riferisce all'espulsione e alla partenza di massa di ebrei, in primo luogo di sefarditi e mizrahì, da Paesi arabi ed islamici avvenuta a partire dal tardo XIX secolo, e accelerata dopo la guerra arabo-israeliana del 1948.
Secondo le statistiche ufficiali arabe, 856.000 ebrei hanno lasciato le loro case nei Paesi arabi, dal 1948 fino agli inizi del 1970. Circa 600.000 si sono reinsediati in Israele.
L'Organizzazione mondiale degli ebrei dai Paesi arabi (WOJAC) stima che le proprietà ebraiche nei Paesi arabi sarebbero valutate oggi a più di 300 miliardi di dollari e le proprietà immobiliari lasciate nelle terre arabe equivarrebbero a 100.000 chilometri quadrati (quattro volte la dimensione dello Stato di Israele).

## Cause dell'esodo

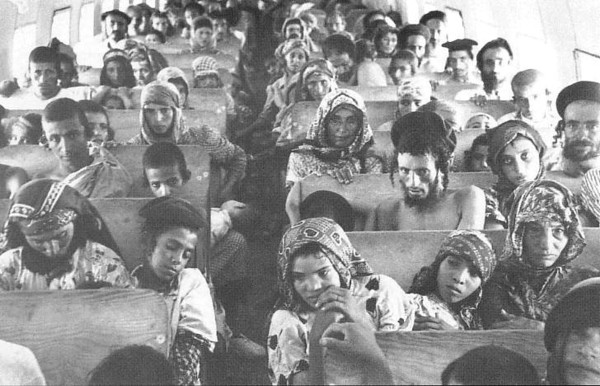
Ebrei yemeniti di Aden trasportati durante l'operazione Tappeto Magico

Lo spostamento degli ebrei dentro questo blocco si è verificato durante il XX secolo, per esempio il 10% degli ebrei dello Yemen migrò in Israele fra il 1881 ed il 1914, comunque l'esodo nel XX secolo e la scomparsa di queste comunità segnò un importante cambiamento tra gli ebrei e la storia del Medio Oriente.
Le precise circostanze dell'esodo ebraico cambiano a seconda delle varie regioni arabe, dei vari Stati e del periodo storico. Gli ebrei erano in mezzo a due forze: una era la crescente insicurezza che nasce dal fatto di essere una minoranza in uno Stato arabo; l'altra era l'appello del sionismo e di una vita migliore in Israele. L'insicurezza aumentò per la lotta d'indipendenza araba ed il conflitto in Palestina ed in alcuni casi questo provocò l'espulsione e l'appropriazione dei beni.
Durante la seconda guerra mondiale, Algeria, Tunisia e Libia furono sotto controllo nazi-fascista o della Francia di Vichy, gli ebrei che vivevano in questi stati furono perseguitati. In altre zone la propaganda nazista fomentò la ribellione contro gli inglesi e i francesi. La propaganda nazional - socialista contribuì a trasferire l'antisemitismo nel mondo arabo contro le comunità ebraiche.
Nel giugno 1941 ci fu una manifestazione pro-nazismo in Iraq. Seguendo il collasso del nuovo regime un pogrom anti-ebraico provocò la morte di 180 persone. Rivolte contro gli ebrei si ebbero anche in Libia nel 1945, in Yemen nel 1947 e nel 1948, in Egitto, Marocco ed Iraq. Molti Paesi arabi indipendenti favorirono l'emigrazione verso Israele. Pogrom arabi scoppiarono in tutto il mondo arabo e si intensificarono in Yemen e Siria in particolare. In Libia gli ebrei furono privati della cittadinanza e in Iraq le proprietà furono requisite. Questi ebrei furono costretti ad emigrare in Israele. In tempi recenti un gruppo di avvocati ebrei, lo JJAC, ha accusato i membri della Lega araba di aver praticato una politica tesa a espellere gli ebrei o forzarne l'emigrazione.
Tra il 1948 e il 1949 il governo d'Israele ha segretamente trasportato in aereo 50.000 ebrei dallo Yemen e tra il 1950 - 1952 130.000 ebrei dall'Iraq. Tra il 1949 - 1951 30.000 ebrei si spostarono dalla Libia verso Israele. In questi casi il 90% della popolazione ebraica optò per andarsene portandosi dietro il possibile.
Rivendicazioni sono state fatte dagli ebrei che emigrarono per influenza del sionismo o perché perseguitati dai Paesi arabi.
Esistono diverse versioni sui modi che Israele utilizzò per stimolare l'emigrazione degli ebrei. Gilbert (1999) e Hirst (1977) scrivono che Israele mise delle bombe nelle sinagoghe e nei negozi ebrei. Lo storico Moshe Gat contrasta questa versione, nel caso più famoso dell'Iraq, l'idea che le bombe siano state piazzate da sionisti è contro l'evidenza, e il grande esodo degli ebrei dall'Iraq fu causato dall'approvazione di una legge, non dalle bombe.
Con la guerra dei sei giorni i pochi ebrei rimasti negli Stati arabi se ne andarono. Gli ebrei nei Paesi arabi passarono da 800.000 nel 1948 a 16.000 nel 1991. La grande maggioranza degli ebrei che vivevano negli Stati arabi è emigrata in Israele, nel 2003 loro e la loro discendenza (contando anche coloro di origine mista) contava 3.136.436 persone, il 61 % della popolazione ebraica di Israele.

## Integrazione dei rifugiati
Dei 900.000 rifugiati ebrei, circa 680.000 furono accolti da Israele; il resto emigrò verso l'Europa (in particolare verso la Francia) e verso le Americhe.
In Israele furono temporaneamente collocati in tendopoli, le ma'abarot in ebraico. Queste tendopoli continuarono ad esistere fino al 1963. I loro abitanti furono gradualmente e con successo integrati nella società israeliana, senza ottenere aiuto dalle organizzazioni delle Nazioni Unite per i rifugiati.
L'integrazione comportò comunque dei problemi. Molti rifugiati impiegarono del tempo per adattarsi alla nuova società e vi furono anche delle discriminazioni nei confronti dei rifugiati. Nel 1971 questi sentimenti portarono alla protesta guidata dal movimento delle Pantere Nere israeliane.

## Appoggio agli ebrei rifugiati
Esistono diversi gruppi di avvocati che agiscono a favore degli ebrei esuli dagli Stati arabi. Ecco alcuni esempi:
- Justice for Jews from Arab Countries, cerca di garantire i diritti e i ricorsi per gli ebrei delle terre arabe che dovettero allontanarsi in seguito alla guerra arabo - israeliana del 1948.[11]
- Jews Indigenous to the Middle East and North Africa (JIMENA), informa riguardo alla storia e alla situazione dei 900.000 ebrei originari del Medio Oriente e del Nordafrica che furono costretti a lasciare le proprie case, ad abbandonare le proprietà e che furono privati della cittadinanza.[12]
- Historical Society of the Jews from Egypt e International Association of Jews from Egypt[13][14]
- Babylonian Jewry Heritage Center[15]

Nel marzo 2008 Regina Bublil-Waldman, un'ebrea libica esule fondatatrice di JIMENA si presentò prima del Consiglio delle Nazioni Unite sui Diritti Umani indossando il vestito da sposa della nonna originaria della Libia.In quell'occasione ha presentato un rapporto riguardante la persecuzione che gli ebrei incontrarono nei Paesi arabi.

## Demografia
| Paese o territorio | Popolazione ebraica nel 1948 | % della popolazione totale nel 1948 | Stima ebrei nel 2001 | Stima ebrei nel 2008               |
| ------------------ | ---------------------------- | ----------------------------------- | -------------------- | ---------------------------------- |
| Aden               | 8.000                        |                                     | ~0                   |                                    |
| Algeria            | 140.000                      | 1,6%                                | ~0                   |                                    |
| Bahrain            | 550-600                      | 0,5%                                | 36                   | intorno alle 30 persone.           |
| Egitto             | 75,000-80.000                | 0,4%                                | ~100                 | meno di un centinaio.              |
| Iraq               | 135.000-140.000              | 2,6%                                | ~200                 | 20 a Baghdad e meno di 100.        |
| Libano             | 5.000-20.000                 | 0,4-2%                              | < 100                | intorno ai 40 a Beirut.            |
| Libia              | 35.000-38.000                | 3,6%                                | 0                    |                                    |
| Marocco            | 250.000-265.000              | 2,8%                                | 5.230                | meno di 7000.                      |
| Qatar              | ?                            | ?                                   | ?                    | Poche decine                       |
| Siria              | 15.000-30.000                | 0,4-0,9%                            | ~100                 | meno di 30.                        |
| Tunisia            | 50.000-105.000               | 1,4-3,0%                            | ~1,000               | nel 2004 stimati intorno ai 1.500. |
| Yemen              | 45.000-55.000                | 1,0%                                | ~200                 | intorno a un centinaio.            |
| Totale             | 758.000 - 881.000            |                                     | <6.500               | <8.600                             |

| Paese o territorio | Popolazione ebraica stimata nel 1948       | Popolazione ebraica stimata nel 2001 | Stime più recenti |
| ------------------ | ------------------------------------------ | ------------------------------------ | ----------------- |
| Afghanistan        | 5.000                                      | 1                                    |                   |
| Iran               | 70.000-120.000, 100.000, 140.000 – 150.000 | 11.000-40.000                        | meno di 40.000.   |
| Pakistan           | 2.000                                      | Dato non disponibile.                |                   |
| Turchia            | 80.000                                     | 18.000-30.000                        |                   |